# 孔圖馬薩
7°21′59″S 78°48′18″W / 7.36639°S 78.80500°W
孔圖馬薩（西班牙語：Contumazá），是秘魯的城鎮，位於該國北部卡哈馬卡大區，是孔圖馬薩省的首府，海拔高度2,674米，2005年人口2,923，居民主要使用奇楚瓦語和西班牙語。